# 母儀天下
《母仪天下》是一部2008年首播的中国大陆古装宫廷剧，由广东电视台、中国国际电视总公司和北京亚环影音制作有限公司联合出品，著名导演黄健中执导，并由袁立、黄维德、桑叶红、孙茜、吴军、任东霖、郭珍霓、佟丽娅等人领衔主演。全剧以西汉时期为背景，从汉宣帝初年的皇后许平君遇害开始，至汉哀帝登基结束，讲述了汉元帝皇后王政君的生平事迹，其中前期主要叙述王氏为皇后时与元帝宠妃傅昭仪的明争暗斗，后期则叙述其为皇太后时与自己儿子汉成帝宠爱的赵飞燕、赵合德姐妹的后宫博弈。
本剧于2008年4月初在江苏无锡影视基地开机拍摄，同年6月底在河北涿州影视城杀青关机。2008年12月10日，本剧在广东电视台珠江频道全国首播，2009年4月15日在安徽、东南、云南、四川四家卫视黄金档上星播出（原定的江西卫视并未播出）。台灣OTT由LiTV 線上影視全劇上架。

## 演员阵容
| 演員               | 角色             | 身份           | 備註           |
| ------------------ | ---------------- | -------------- | -------------- |
| 袁 立 晚年:秦 怡   | 王政君           | 汉元帝皇后     |                |
| 黃維德             | 萧 育            | 汉朝大臣       |                |
| 吳 軍              | 汉元帝           | 汉朝第八代皇帝 |                |
| 桑葉紅 童年:蔣依依 | 傅 瑶            | 汉元帝妃嫔     | 名字为本剧虚构 |
| 孫 茜              | 冯 媛            | 汉元帝妃嫔     |                |
| 谢 芳              | 上官太后         | 汉昭帝皇后     |                |
| 任东霖             | 汉成帝           | 汉朝第九代皇帝 |                |
| 佟丽娅             | 赵飞燕           | 汉成帝皇后     |                |
| 郭珍霓             | 趙合德           | 汉成帝妃嫔     |                |
| 练束梅             | 许 娥            | 汉成帝废后     | 名字为本剧虚构 |
| 田 野              | 班 恬            | 汉成帝妃嫔     | 名字为本剧虚构 |
| 白庆琳             | 王昭君           | 汉朝宫女       |                |
| 葛 蕾              | 公孙夫人         | 汉宣帝婕妤     |                |
| 石筱群             | 李元儿（李美人） |                |                |

## 電視原聲
| 曲序 | 曲目                                 | 作曲   | 演唱   |
| ---- | ------------------------------------ | ------ | ------ |
| 1.   | 在水一方 出自《詩經·蒹葭》（片尾曲） | 許舒雅 | 曹芙嘉 |

## 播出
台灣
- 民視無線台
- 東森綜合台
- 愛爾達綜合台

香港
- 無綫精選台
- 高清翡翠台
- 有線第1台

## 外部連結
- 民視電視公司【母儀天下】 （页面存档备份，存于）
- 「クィーンズ 長安、後宮の乱」BS日本網站 （页面存档备份，存于）